# San Luigi Maria Grignion de Montfort
De San Luigi Maria Grignion de Montfort is een rooms-katholiek kerkgebouw in de Italiaanse hoofdstad Rome.
Het is de thuisbasis van een op 24 september 1962 opgerichte parochie, waarvan de zielzorg werd toevertrouwd aan de Montfortanen. Het gebouw werd ontworpen door architect Francesco Romanelli en ingewijd op 30 juni 1970 door kardinaal-vicaris Angelo Dell'Acqua. De kerk werd gewijd aan de ordestichter van de Montfortanen: Louis-Marie Grignion de Montfort.
De buitenkant van de kerk is opgetrokken in baksteen, met een rij van ramen langs de dakrand. Het interieur is rechthoekig met aan beide zijkanten kapellen, gewijd aan Jozef en Maria. Het altaar wordt gedomineerd door een groot glas-in-loodraam. Naast de kerk staat een vrijstaande klokkentoren.

## Titelkerk
Paus Johannes-Paulus II benoemde de kerk op 28 juni 1991 tot titelkerk. Titularissen van de San Luigi Maria Grignion de Montfort waren:
- 1991-1995: Robert Coffy
- 1998-2019: Serafim Fernandes de Araújo
- 2020-heden: Felipe Arizmendi Esquivel